# Alice Moretti
Alice Moretti (19 de junho de 1921 - 6 de fevereiro de 2022) foi uma política suíça. Membro do Partido Democrático Liberal da Suíça, serviu no Grande Conselho de Ticino de 1971 a 1987.
Moretti faleceu em Paradiso a 6 de fevereiro de 2022, aos 100 anos.